# Albion (Computerspiel)
Albion ist ein Rollenspiel von Blue Byte. Es wurde 1996 für MS-DOS-PCs veröffentlicht. Das Spiel wurde als inoffizieller Nachfolger von Amberstar und Ambermoon angepriesen, da die Entwickler der Amber-Spiele daran mitgearbeitet hatten.

## Handlung
Der Spieler schlüpft in die Rolle von Tom Driscoll, einem Crewmitglied des Bergbau-Raumschiffs Toronto. Vor der Landung der Toronto auf einem noch unerforschten, scheinbar lebensfeindlichen Planeten, soll er zur Erkundung mit einem Inspektor der Erdregierung zur Oberfläche fliegen, dieser stirbt jedoch bei einem Unfall. Stattdessen wird der Wissenschaftler Rainer Hofstedt angewiesen, Tom zu begleiten. Als das Shuttle in die Atmosphäre des Planeten eintaucht, versagt jedoch die Shuttlesteuerung und sie stürzen ab.
Als sie aus dem Shuttle aussteigen, müssen sie feststellen, dass sie in einem blühenden Dschungel gelandet sind. Kurz darauf explodiert das Shuttle, Tom und Rainer werden bewusstlos. Jedoch werden sie gerettet von den Iskai, katzenartigen Humanoiden, die einen Teil des Planeten bewohnen. Um den Landeplatz der Toronto zu finden, begeben sich die beiden auf eine Reise durch diese fremde Welt. In deren Verlauf entdecken sie, dass auch Menschen auf dem Planeten leben, die an die Kelten der Erde erinnern, aber magiebegabt sind.
Schlussendlich muss Tom feststellen, dass der Planet durch den Rohstoffabbau der Toronto zerstört wird und versucht, dies zu verhindern. Man erfährt, dass der Inspektor herausgefunden hatte, dass der Planet Leben birgt und von der Künstlichen Intelligenz der Toronto ermordet wurde, als er versuchte, Kontakt zur Erde aufzunehmen. In einem letzten Kampf gegen die Künstliche Intelligenz des Raumschiffes werden Tom und seine Gefährten besiegt, jedoch gelangt ein magischer Samen in den Reaktor der Toronto. Das Schiff wird daraufhin von Pflanzen überwuchert und zerstört. Die Menschen an Bord beginnen ein neues Leben auf Albion.

## Spielprinzip
Albion ist ein Computer-Rollenspiel, allerdings darf der Spieler keine eigenen Charaktere entwerfen. Die Hauptfigur Tom Driscoll und alle im Verlauf des Spiels hinzukommenden Begleitcharaktere werden dem Spieler vom Programm vorgegeben. Nach dem Beitritt eines Charakters zur Gruppe hat der Spieler jedoch volle Kontrolle über die Ausstattung und bestimmt die Weiterentwicklung der Figur.  Die Gruppe besteht aus maximal sechs Personen.
Die Charakterentwicklung basiert auf Erfahrungspunkten, die durch erfolgreiche Kämpfe, aber auch durch das Lösen von Rätseln erworben werden können. Die Punkte können nicht direkt auf die Fähigkeiten vergeben werden, man benötigt dafür einen Lehrer. Das Training verbessert dabei aber nicht die eigentliche Stärke in den ausbaubaren Fähigkeiten wie Nahkampf oder Fernkampf, sondern die Treffsicherheit. Attribute wie Stärke oder Intelligenz können nur schwer und langwierig beeinflusst werden, sie sind bei jedem Charakter nahezu unveränderlich festgesetzt, allerdings steigt die Anzahl der Angriffe pro Runde mit dem Levelaufstieg.
Das Spiel wird abwechselnd in drei Ansichten gespielt: für Überlandkarten und neutrale Orte v. a. aus einer zweidimensionalen isometrischen Überblicksperspektive und in Dungeons aus einer 3D-Egoperspektive. Beide Abschnitte werden in Echtzeit gespielt, es existiert ein Tag-Nacht-Zyklus. Für die rundenbasierten Kämpfe wird ein sechs mal sechs Felder großes, schachbrettartigen Spielfeld eingeblendet, auf dem die Kampftaktik festgelegt werden kann. Vor jeder Runde werden die Aktionen jeder Person der Gruppe vom Spieler festgelegt. Dabei wählt man zwischen Nah- oder Fernkampf, Zauberei, einer Bewegung, Flucht oder nichts tun. Nachdem der Spieler alle Aktionen seiner Runde festgelegt hat, werden diese nach Bestätigung vom Computer ausgeführt. In welcher Reihenfolge die Aktionen ausgespielt werden, ergibt sich aus dem Geschwindigkeitswert der eigenen und gegnerischen Figuren. Die optische Wiedergabe der Rundenaktionen erfolgt schließlich in der 3D-Dungeon-Ansicht, bevor zur Planung der nächsten Runde erneut der Taktikbildschirm aufgerufen wird.
Der Spieler interagiert mit der Spielwelt über ein Point&Click-Interface. Die rechte Maustaste ruft bei Bedarf ein kontextsensitives Menü auf, in dem verschiedene Interaktionsmöglichkeiten zur Auswahl stehen. Dialoge werden über eine Textbox eingeblendet. Oftmals stehen dem Spieler verschiedene vorgegebene Antwortmöglichkeiten zur Verfügung. Zusätzlich kann der Spieler gezielt nach selbstgewählten Begriffen fragen. Die Eingabe erfolgt über die Tastatur.

## Geschichte

### Entwicklung
Albion wurde ab 1994 für MS-DOS-PCs von Blue Byte entwickelt und 1996 veröffentlicht. Das Spiel wurde als inoffizieller Nachfolger von Amberstar und Ambermoon verbreitet, da die Entwickler der Amber-Spiele daran mitgearbeitet hatten. Albion wurde für DOS und Windows 95 entwickelt, für die zur damaligen Zeit typische Bandbreite an PC-Hardware.

### Entwickler
- Produzent: Thomas Hertzler
- Projektleitung: Erik Simon
- Programmierer: Jurie Horneman, Marcus Pukropski
- Grafiker: Thorsten „GOGO“ Mutschall, Tobias Richter
- Musiker: Matthias Steinwachs

### Vermächtnis
Das Spiel läuft auch auf neueren Windows-Betriebssystemen, jedoch mit Problemen bei der Leistung oder bei der Unterstützung aktueller Grafik- oder Audiohardware. Ein Austausch des beiliegenden DOS4GW DOS-Extender durch den alternativen DOS/32A kann die Performance verbessern wie auch die Verwendung eines DOS-Emulators wie DOSBox, der auch das Problem von Hardware-Inkompatibilitäten löst. Für den Amiga existiert nur eine kostenlose Demoversion von Albion.
2011 wurde eine von Fans aus der x86-Version durch statisches Rekompilieren gewonnene und für die ARM-Architektur angepasste Version für das Pandora Handheld verfügbar. Später folgten auch Builds für Windows und Linux.
Am 29. Juli 2015 wurde Albion, nach Jahren der Nicht-verfügbarkeit, auf gog.com in der Digitalen Distribution wiederveröffentlicht.

## Rezeption
Petra Schlunk von der Computer Gaming World vergab 3,5 von 5 Punkten. Sie bezeichnete das Spiel als etwas altmodisch mit einem langatmigen Kampfsystem und teils zu groß gestalteten Leveln, dafür biete es jedoch im Kontrast zu The Elder Scrolls II: Daggerfall und Diablo ein inhaltlich umfangreiches und tiefgründiges Rollenspiel, das für Genreliebhaber empfehlenswert sei.
- PC Games 75 %
- PC Joker 89 %
- PC Player 75 %[12]
- Power Play 80 %[3]

Als besonders erfrischend empfand man die Kombination von Sci-Fi- und Fantasy-Elementen in Albion sowie die detaillierte Ausarbeitung der einzelnen Rassen und Kulturen.